# 8064 Lisitsa
8064 Lisitsa este un asteroid din centura principală de asteroizi.

## Descriere
8064 Lisitsa este un asteroid din centura principală de asteroizi. A fost descoperit pe 1 septembrie 1978 la Observatorul de Astrofizică din Crimeea de Nikolai Cernîh. El prezintă o orbită caracterizată de o semiaxă mare de 2,78 ua, o excentricitate de 0,21 și o înclinație de 7,6° în raport cu ecliptica.